# Grand Prix Kranj
Der Grand Prix Kranj (slowenisch Velika nagrada Kranja) ist ein slowenisches Straßenradrennen für Männer.
Das Eintagesrennen wurde 1969 im ehemaligen Jugoslawien zum ersten Mal ausgetragen. Austragungsort ist die slowenische Stadt Kranj. Seit 2005 zählt das Eintagesrennen zur UCI Europe Tour und war von 2005 bis 2011 in die Kategorie 1.1 eingestuft. Nach zwei Unterbrechungen in den Jahren 2012 und 2014 bis 2015 steht das Rennen seit 2016 wieder jährlich im Rennkalender UCI. Seit 2013 ist das Rennen in die Kategorie 1.2 zurückgestuft.
Das Rennen wird organisiert vom Kolesarski klub Kranj, zu dem unter anderem auch das Cycling Team Kranj gehört.

## Palmarès (ab 2005)
| Jahr | Sieger                        | Zweiter            | Dritter          |
| ---- | ----------------------------- | ------------------ | ---------------- |
| 2005 | Martin Hvastija               | Drąsutis Stundžia  | Matej Stare      |
| 2006 | Boštjan Mervar                | Robert Kišerlovski | Pavel Zitta      |
| 2007 | Borut Božič                   | Matej Mugerli      | Matic Strgar     |
| 2008 | Grega Bole                    | Jure Kocjan        | Aldo Ino Ilešič  |
| 2009 | Gašper Švab                   | Robert Vrečer      | Jauhen Sobal     |
| 2010 | Matej Gnezda                  | Wladimir Koew      | Oscar Gatto      |
| 2011 | Simone Ponzi                  | Luka Mezgec        | Blaž Furdi       |
| 2013 | Lukas Pöstlberger             | Matej Jurčo        | Kristjan Fajt    |
| 2016 | Mattia De Marchi              | Radoslav Rogina    | Simone Ravanelli |
| 2017 | Matej Mugerli                 | Žiga Jerman        | Markus Eibegger  |
| 2018 | Daniel Auer                   | Alessandro Pessot  | Nicolás Tivani   |
| 2019 | Marko Kump                    | Paolo Totò         | Marco Cecchini   |
| 2020 | Olav Kooij                    | Filippo Fortin     | Paweł Franczak   |
| 2021 | Riccardo Verza                | Felix Engelhardt   | Moran Vermeulen  |
| 2022 | Andrea Peron                  | Tomáš Bárta        | Tilen Finkšt     |
| 2023 | Edoardo Zamperini             | Filippo Ridolfo    | Federico Biagini |
| 2024 | Roman Dmitrijewitsch Jermakow | Matteo Baseggio    | Alexandre Balmer |